# Stomatopora minuta
Stomatopora minuta är en mossdjursart som först beskrevs av Arnold Girard Kluge och Bassler 1946 (not Canu .  Stomatopora minuta ingår i släktet Stomatopora och familjen Stomatoporidae. Inga underarter finns listade i Catalogue of Life.